# Tavant
Tavant é uma comuna francesa na região administrativa do Centro, no departamento Indre-et-Loire. Estende-se por uma área de 5,28 km². Em 2010 a comuna tinha 264 habitantes (densidade: 50 hab./km²).